# Орлівка (Шосткинський район)
Орлі́вка — село в Україні, у Свеській селищній громаді Шосткинського району Сумської області. Населення становить 1083 осіб. До 2020 орган місцевого самоврядування — Орлівська сільська рада, до складу якої входили також села Ржане і Шевченкове.

## Географія
Село Орлівка знаходиться на лівому березі річки Свіса в центральній частині Шосткинського району, вище за течією на відстані 1 км розташований смт Свеса, нижче за течією на відстані 4,5 км розташований смт Ямпіль. По селу протікає річка В'язова.

## Назва
За легендою, колись у цих краях гніздилися волелюдні орли. Народний переказ пояснює назву села: мисливець, який забив із рушниці орлицю, поліз до гнізда, щоб забрати орлят, та впав і вбився. З того часу в народі існує таке прислів'я: «Чоловік поліз до Орлівки, та й лишився своєї голівки».

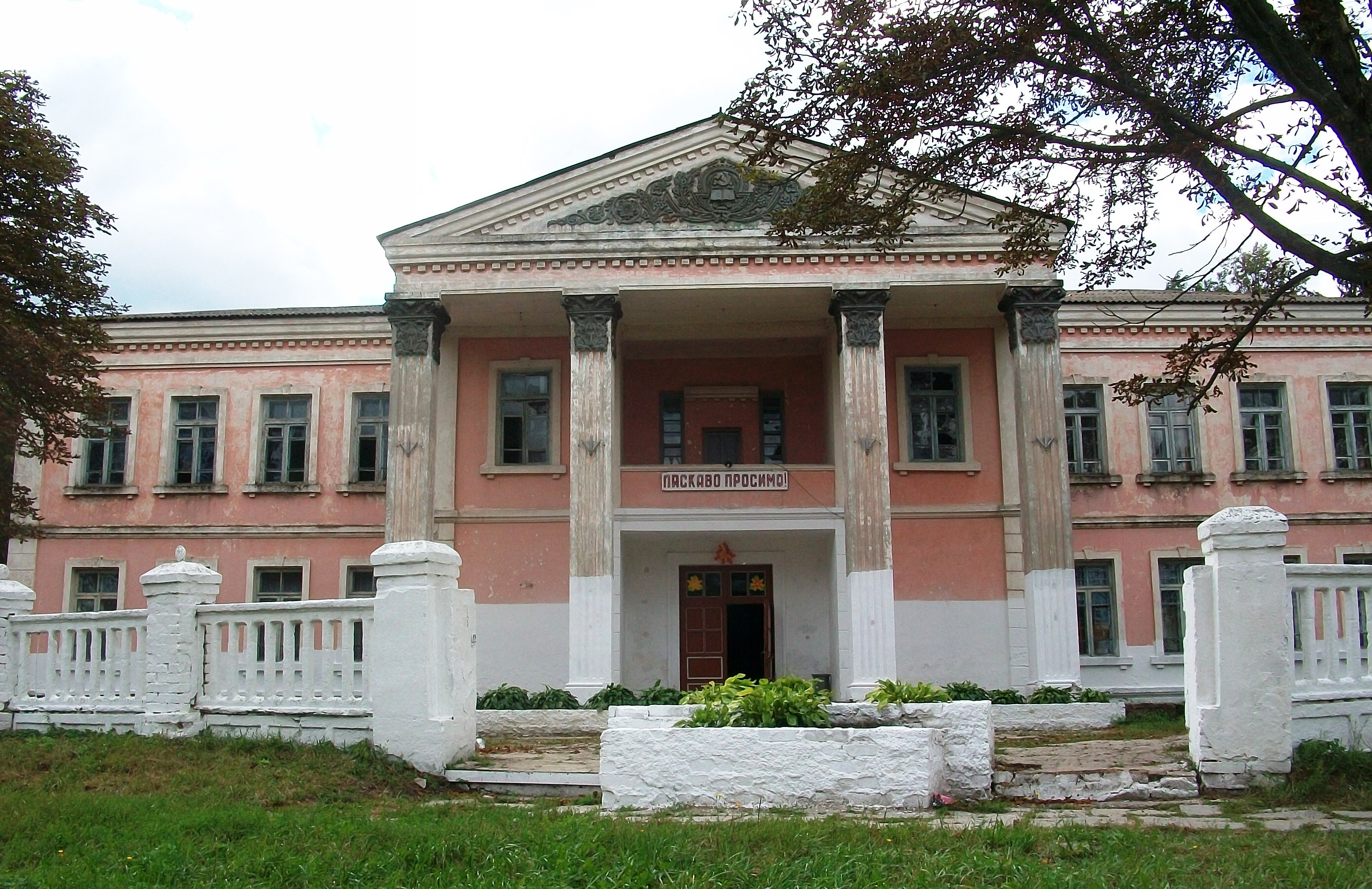
Будинок культури

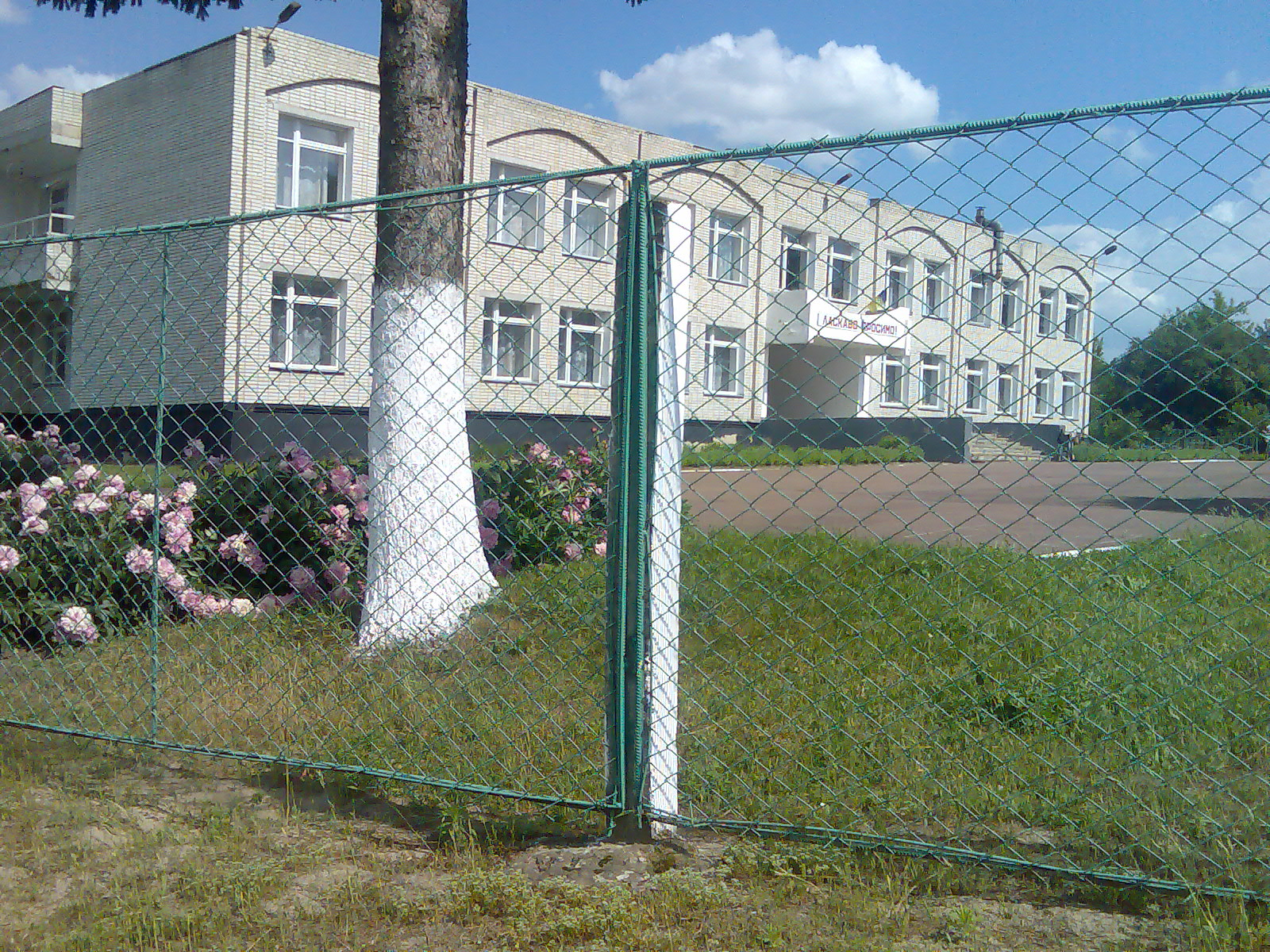
Орлівський НВК: ЗОШ І-ІІІ ст. - ДНЗ

## Історія
Ця місцевість була частиною території слов'янських племен — сіверян, що входила до Новгород — Сіверського повіту Чернігівського воєводства.
Під час прокладання шляхової дороги в 1911–1912 рр. на центральному майдані було знайдено могильник. В землі були поховані черепа 5 — 7 відрубаних від скелетів людських голів. Це є підтвердженням історичних подій ХІІІст.
Перша датована згадка про село належить до 1647 року. Ось відомості про с. Орлівка з архівних матеріалів «Черниговские губернские ведомости» 1854 р. № 32 : "Село Орловка с трьох сторон окружено огромными сосновыми лесами, а с четвертой, с северо — запада, примыкает к местечку Янполю. Село это очень древнее и существует более 200 лет — потому, что в 1647 году упоминается здесь церковь. Надпись на камне, где стояла церковь : «Обновися сей храм Рождества Богородицы года 1647».
Після звільнення земель від поляків Орлівка була приєднана Самойловичем до Ямпільського староства і знаходилась серед гетьманських маєтків. Після усунення Самойловича Орлівка разом з іншими хуторами та селами перейшла до І.Мазепи. Після засудження І.Мазепи Петро І віддав село з Ямполем О.Меншикову. А коли у нього маєтки були відібрані, то Орлівка разом з іншими ямпільськими селами була відписана до царських земель. В 1764 р. Катерина II подарувала весь Ямпільський повіт, у тому числі і Орлівку І.Неплюєву.
В 1775 році Неплюєвим в с. Орлівці був закладений кам'яний храм Різдва Пресвятої Богородиці. Будівництво закінчили в 1779 р., освячення відбулося 8 вересня (старий стиль). З того часу встановлено місцеве храмове свято «Пречиста» — 21 вересня.
У 1896 році 15 сімей вирушили на Байкал та 1897 році заснували там село Заріччя, що в Кабанському районі Бурятії.
Пізніше значна частина селян працювала на Свеському цукровому заводі і в механічних майстернях, які належали Неплюєву. Ті селяни, які працювала в механічних майстернях, були тісно зв'язані з революційною боротьбою Свеських робітників і брали активну участь в революційних виступах в 1905–1907 роках. Активним учасником революційних подій цього періоду був житель с. Орлівки — Остапенко Яків Сергійович, який за революційну діяльність був у засланні.
Після революції 1905–1907 рр. в роки столипінських аграрних законів в селі почалось різке розшарування. Частина селян — бідняків залишили клапті землі і пішли на заробітки.
Перша в селі школа була збудована сільською громадою в 1864–1865роках. Першим учителем був церковний служник Прудник Онисій Іванович. В 1884 році була заснована казенна школа з трирічним навчанням
Радянська окупація розпочалась в лютому 1918 р. 
У серпні 1929 року у селі розпочався процес примусової колективізації, було створено колгоспи. У 1930 р. — колгосп «Червона річка», в 1931 — «Червоний хутір» та «Червоний жовтень».
Роки голодомору майже не торкнулися села.
В роки Другої світової війни 760 жителів воювало на фронтах, 450 з них загинуло, 423 відзначені урядовими нагородами. Ніколи не зітреться з пам'яті орлівчан спомин про жахливу трагедію 19 березня 1942 року, коли нацистські карателі розстріляли 112 мирних жителів.
Село звільнено від німецько-нацистських загарбників 1 вересня 1943 року воїнами 6-ї гвардійської стрілецької дивізії.
Післявоєнна розбудова принесла перші наслідки в 1947 році — було зібрано добрий врожай. В 1951 році чотири колгоспи об'єдналися в один — «Комуніст». У 1954 році колгосп став мільйонером. У 1955 році був посаджений сад площею 90 га.

## Сьогодення
Зараз у селі працює ТОВ агрофірма «Орлівська», вона спеціалізується на вирощуванні зернових і овочевих культур. Тут створена державна сортовипробувальна дільниця, на якій досліджуються 25 сортів пшениці, 22 сорти ячменю та 19 сортів картоплі. В селі є загальноосвітня школа І-ІІІ ступенів, будинок культури, бібліотечна філія Ямпільської ЦБС, ФАП, кілька магазинів приватних підприємців.
18 квітня 2024 року російські військові скинули на село чотири керовані авіабомби. В результаті обстрілу було пошкоджено приватне підприємство, лінію електропередач та приватні будинки, як повідомляє оперативне командування “Північ”.  Найбільших руйнувань зазнав житловий будинок на північній околиці села, говорить староста села Володимир Гончаров.

## Відомі люди
- Волк Валентина Пилипівна — свинарка колгоспу «Комуніст» Ямпільського району Сумської області Української РСР, Герой Соціалістичної Праці.
- Заболотній В'ячеслав Анатолійович — військовослужбовець ЗСУ, учасник російсько-української війни. Загинув під Волновахою[2].
- Касьяненко Євгенія Карпівна — педагог, вчителька Першотравневої середньої школи Буринського району Сумської області. Герой Соціалістичної Праці (1.07.1968). Депутат Верховної Ради УРСР 2—4-го скликань.
- Комендант Віктор Дмитрович — новатор виробництва, бригадир бригади котельників Свеського насосного заводу Ямпільського району Сумської області. Депутат Верховної Ради УРСР 6-го скликання.
- Товстуха Леонід Самійлович — народний художник України, лауреат Національної премії імені Т. Г. Шевченка, автор гобеленів.